# Lóngora
Lóngora es un lugar de la parroquia de Liáns, en el municipio de Oleiros, provincia de la Coruña. Según el padrón municipal (INE 2012) consta de 12 habitantes (6 hombres y 6 mujeres).

## Lugares de interés
- Oleiros: Castillo de Santa Cruz / Pazo de Lóngora / Pazo de Xaz / Palacio de Arenaza / Castros / Costa de Dexo-Serantes.[2]
- Pazo de Lóngora.[3]

## Galería de imágenes

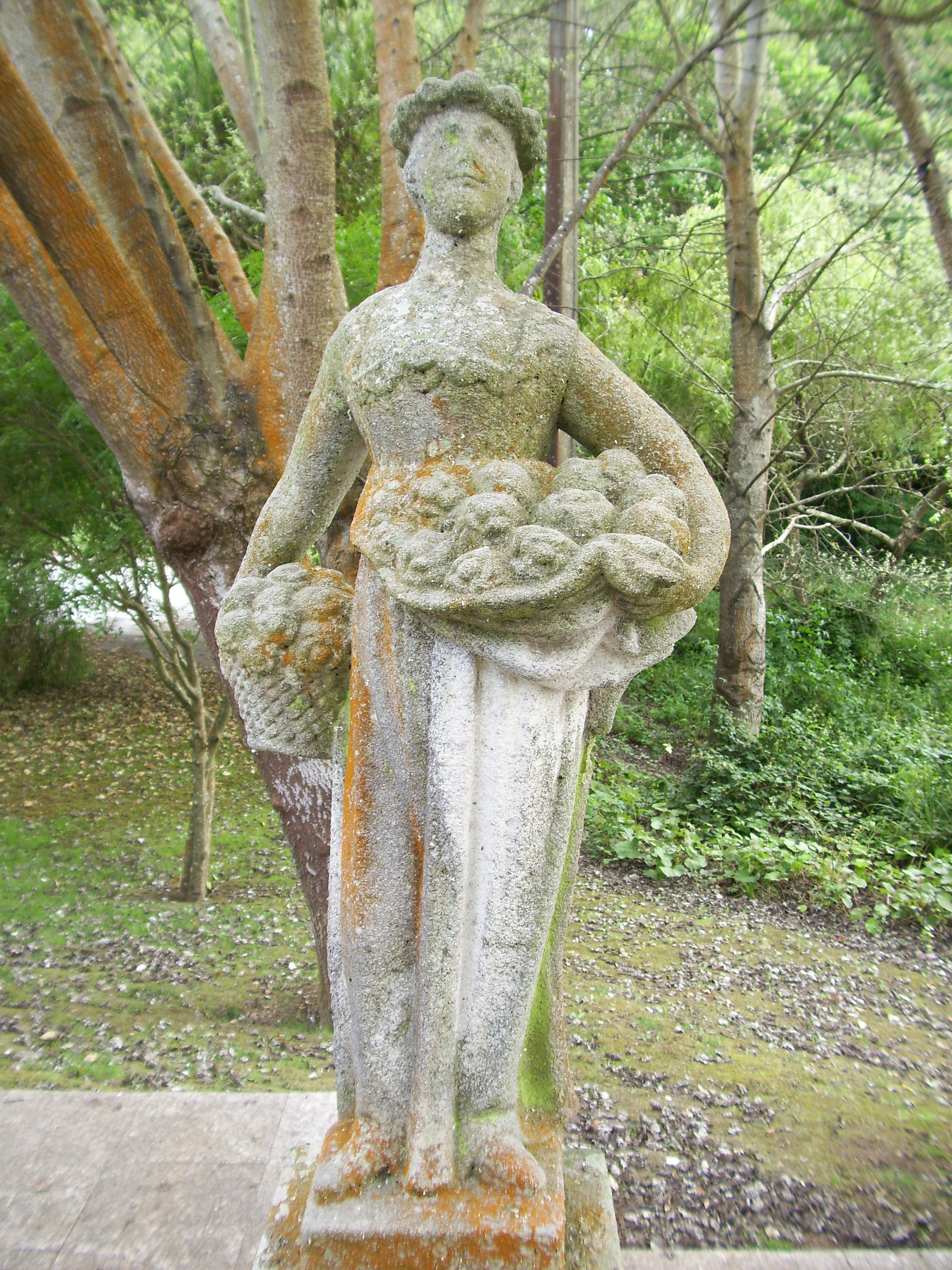
Imagen 1
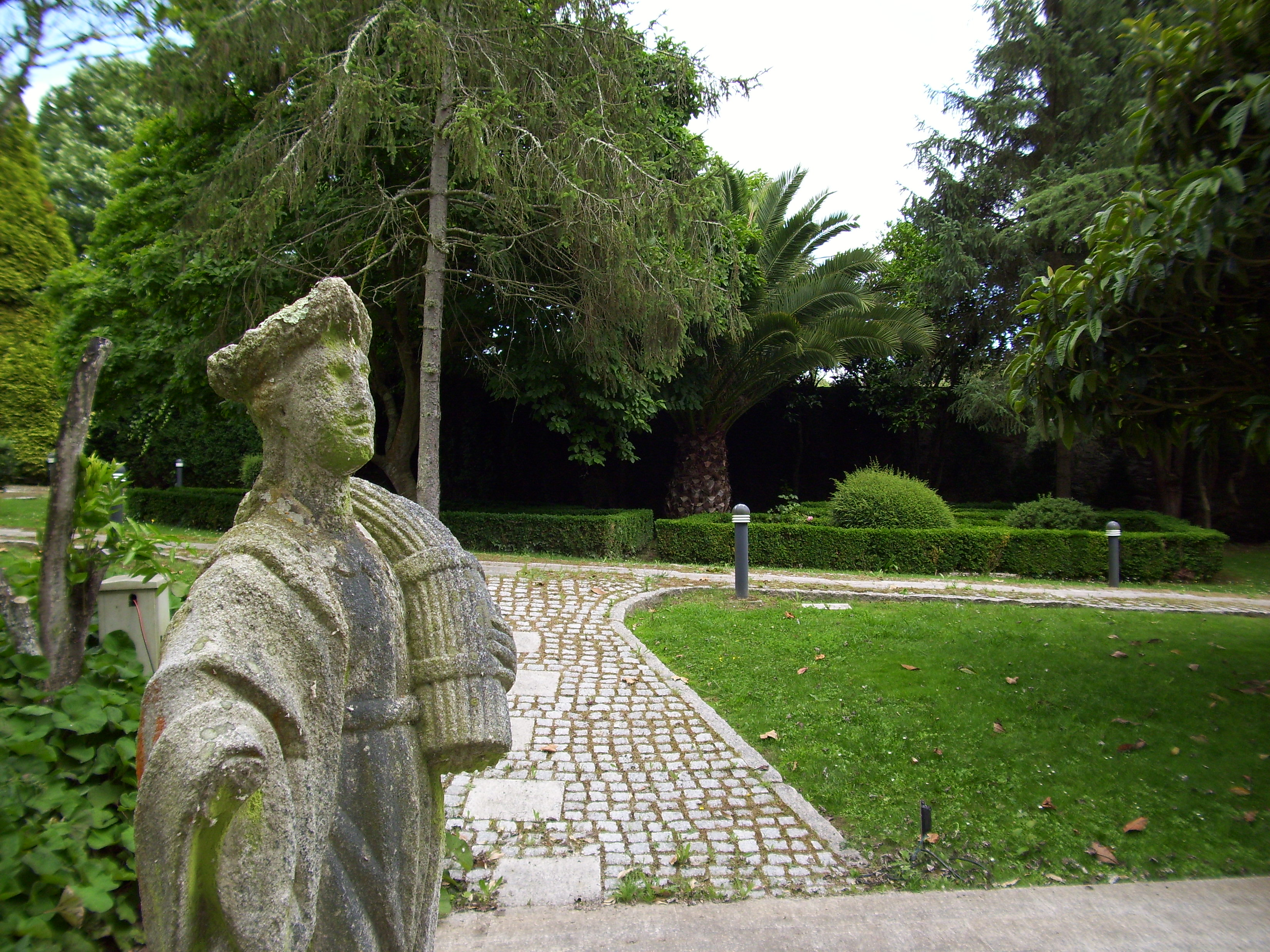
Imagen 2
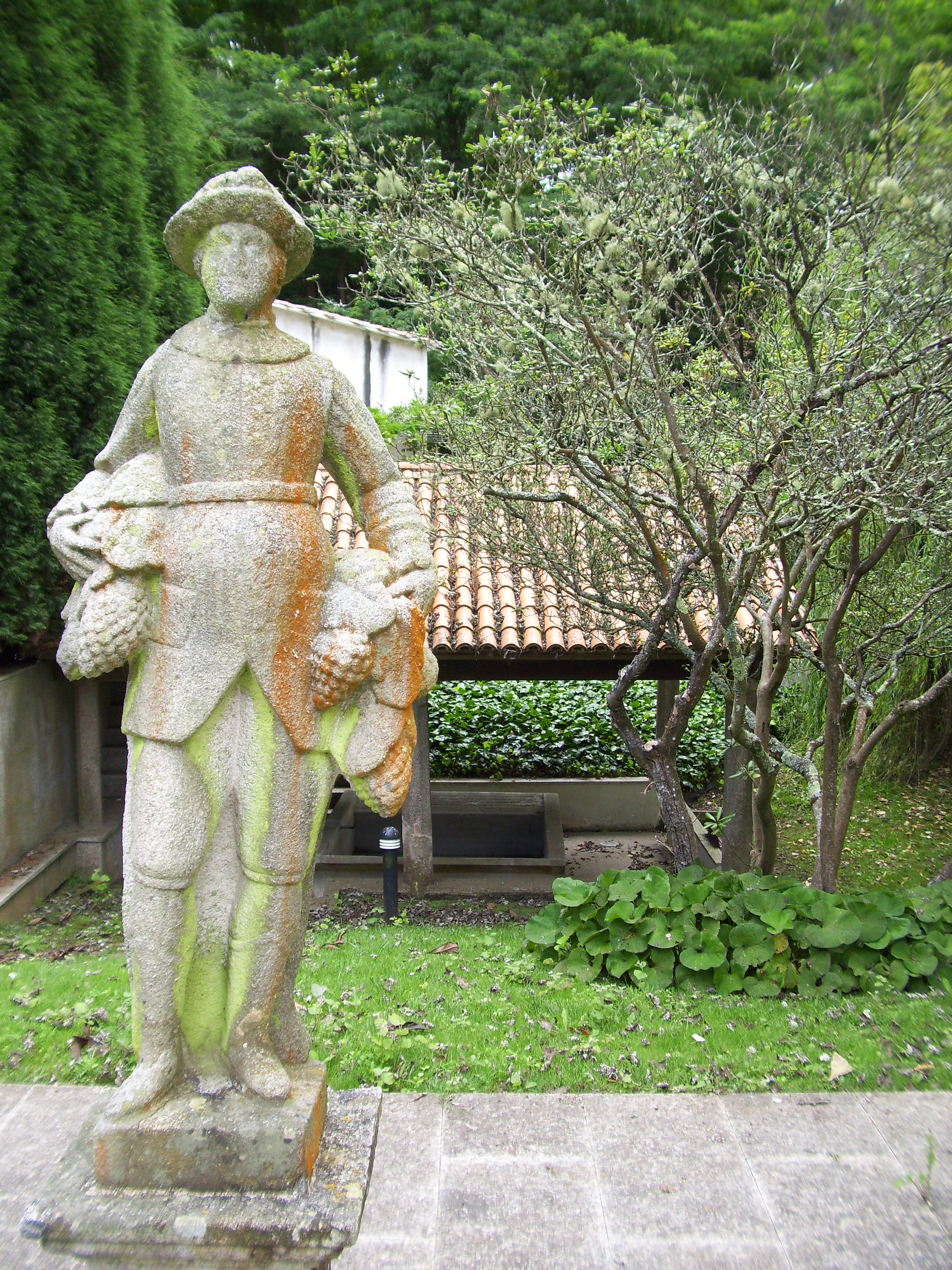
Imagen 3
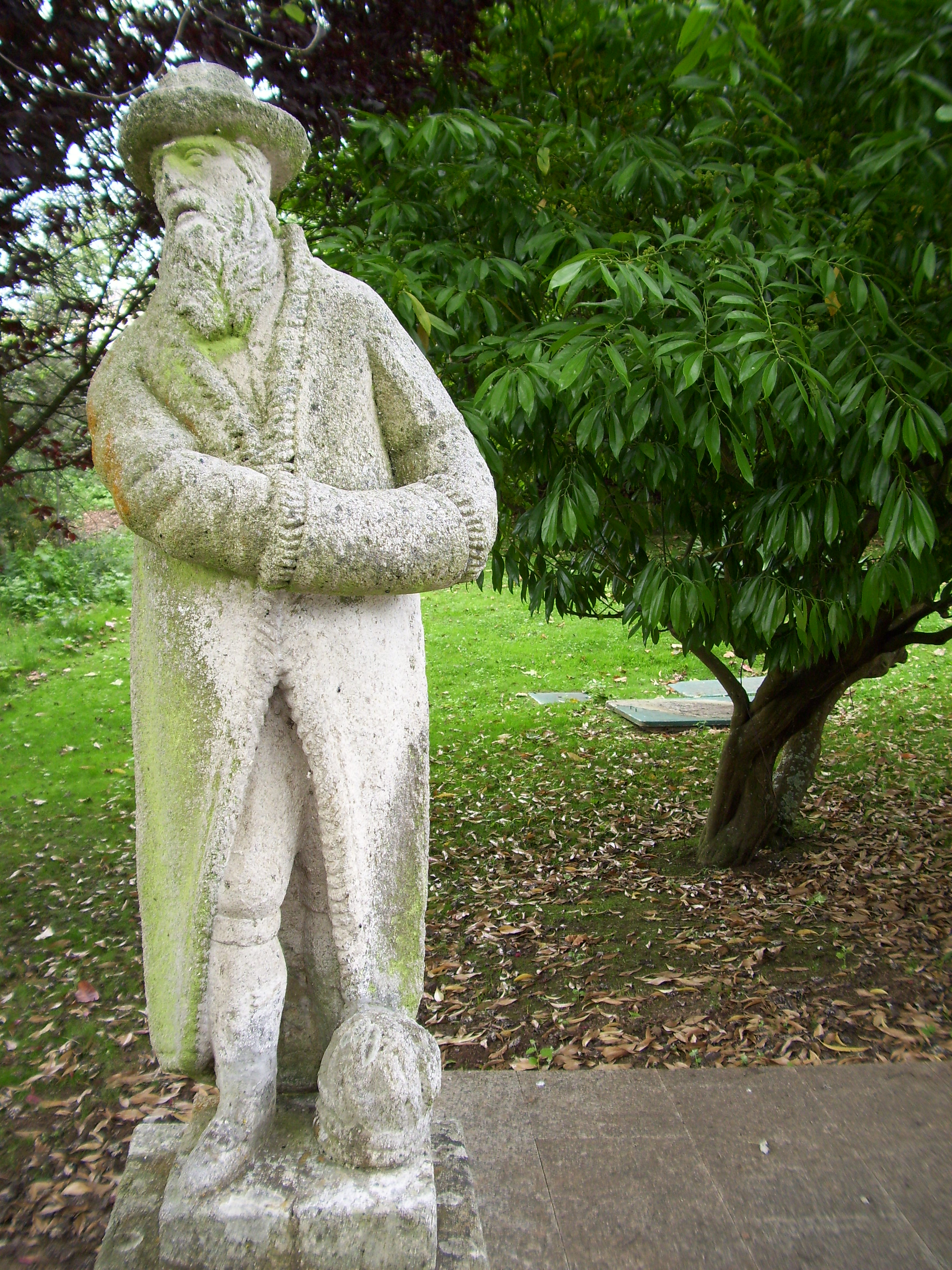
Imagen 4

- Imagen 1 : Primavera - Estatua alegórica en el pazo señorial de Lóngora (Liáns, Oleiros).
- Imagen 2 : Verán - Ibídem
- Imagen 3 : Outono - Ibídem
- Imagen 4 : Inverno - Ibídem

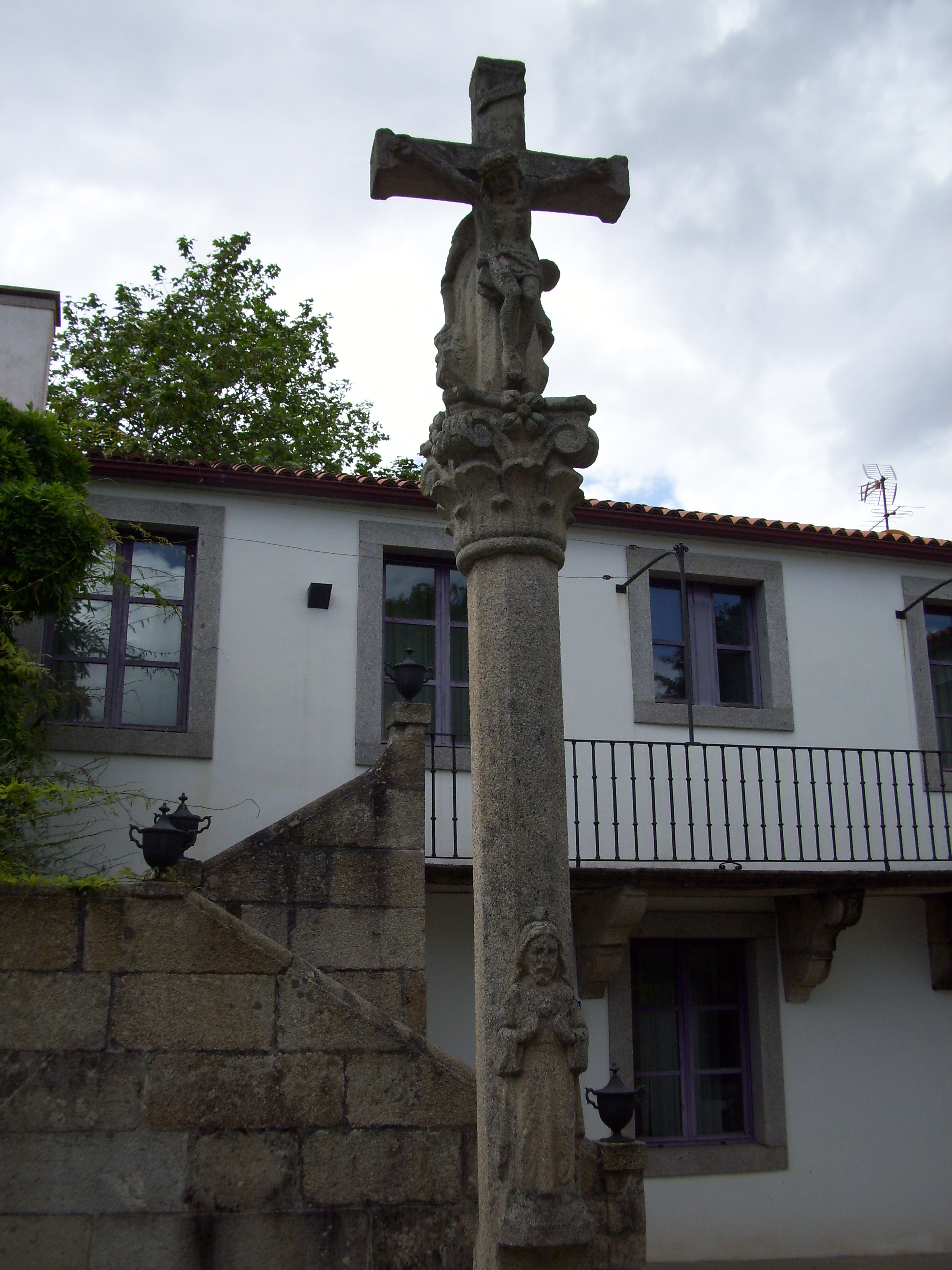
Imagen 5
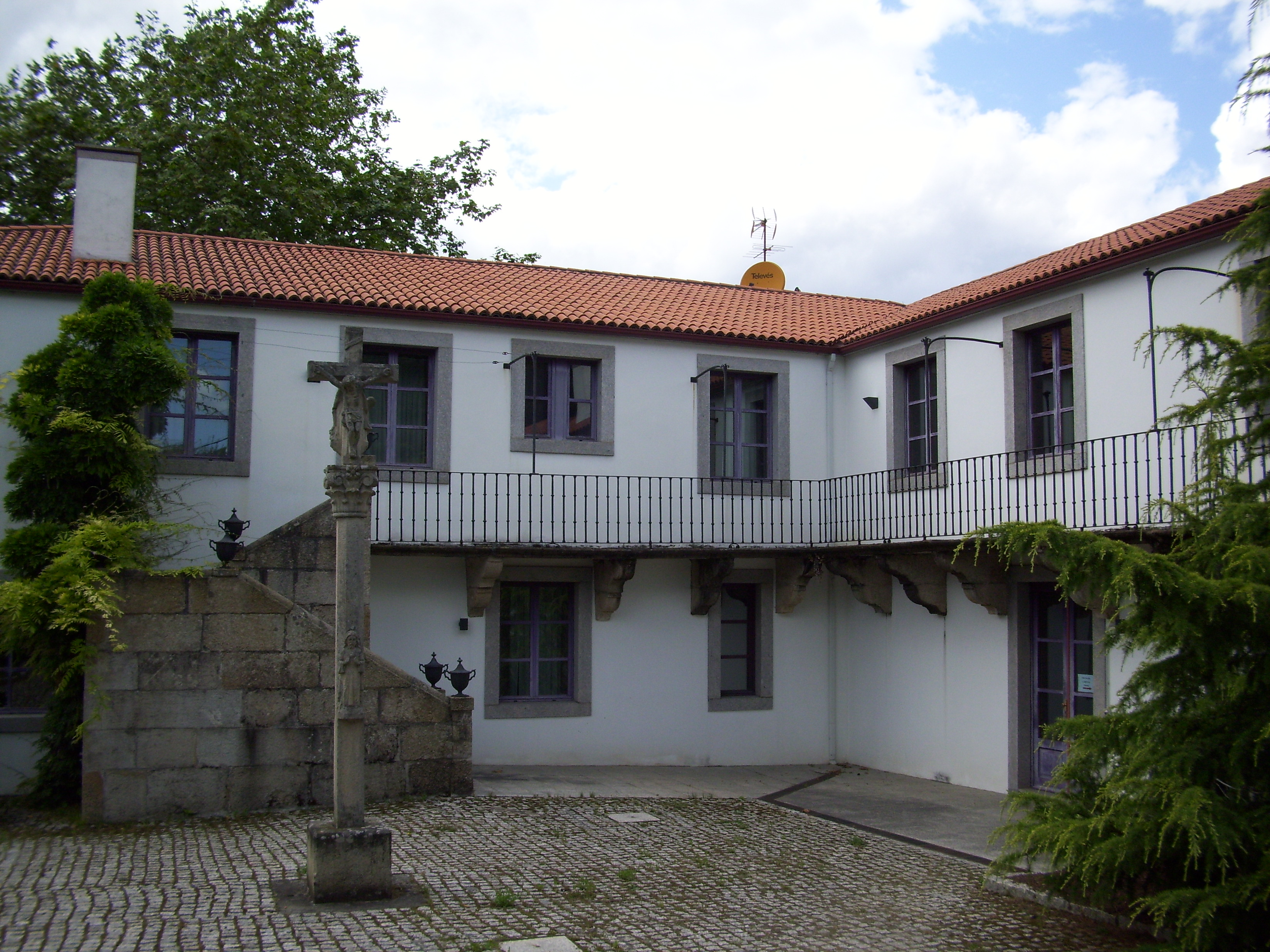
Imagen 6
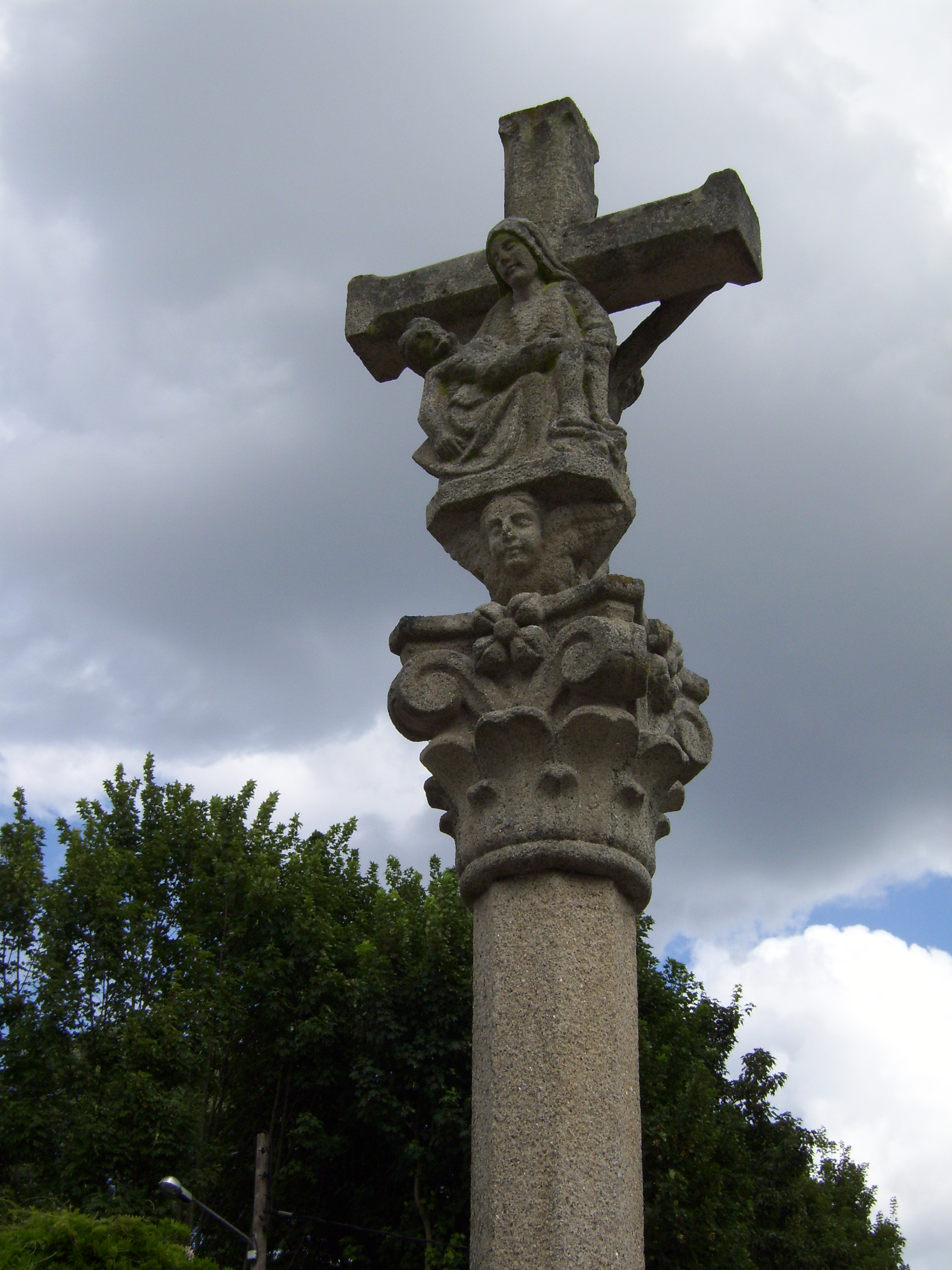
Imagen 7

- Imagen 5 : Cruz en el señorío de Lóngora (Santaia de Liáns, Oleiros), con Cristo crucificado, una piedad en la parte posterior y el Sagrado Corazón de Jesús en la base.
- Imagen 6 : La anterior, con vista del patio, que en su momento fue residencia del matrimonio formado por el músico y compositor Marcial del Adalid y la escritora Francisca González Garrido (quien en sus obras usó los seudónimos “Fanny Garrido” y “Eulalia de Liáns”). En la actualidad, el señorío de Lóngora acoge al “Instituto Universitario de Medio Ambiente” de la Universidad de La Coruña.
- Imagen 7 : Piedad en la parte posterior de la misma cruz.